# 支架谷站
支架谷站（：／ Jigegol yeok */?）是釜山地鐵2號線沿線的一座地下車站，位於韓國釜山廣域市南區門峴洞。

## 車站結構
站體為2面2線側式月台的地下車站，候車月台設有月台幕門，可通過候車室轉乘對向列車，並有4處出口。

### 月台配置
| 池谷 ↑ |
| \| 上  |
| ↓ 門峴 |

| 月台 | 路線               | 目的地                               |
| ---- | ------------------ | ------------------------------------ |
| 上行 | ●釜山都市铁道2号线 | 大淵、金蓮山、水營、海雲臺、萇山方向 |
| 下行 | ●釜山都市铁道2号线 | 西面、沙上、德川、湖浦、梁山方向     |

## 歷史
- 2001年8月8日：落成啟用。

## 車站周邊
- 門峴洞郵局
- 惠山醫院
- 太康醫院
- 大洋高校
- 釜山中央高校
- 韓國發明振興會（朝鲜语：한국발명진흥회）
- MEGA MART（日语：メガマート）門峴店

## 圖片

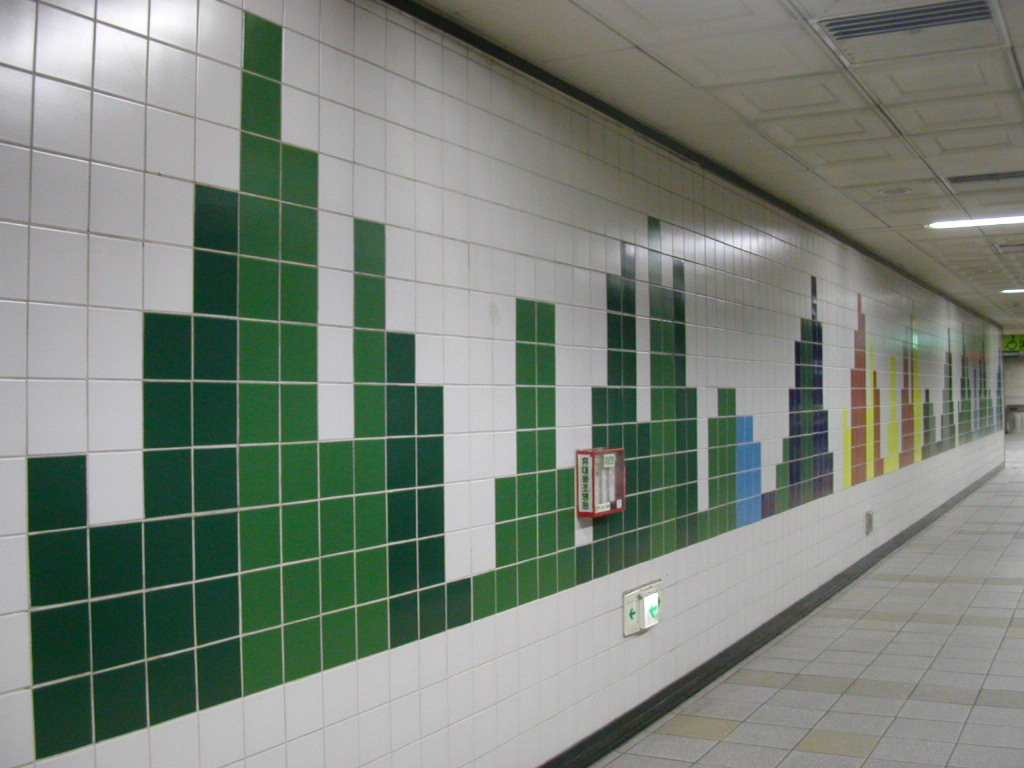
車站月台壁磚
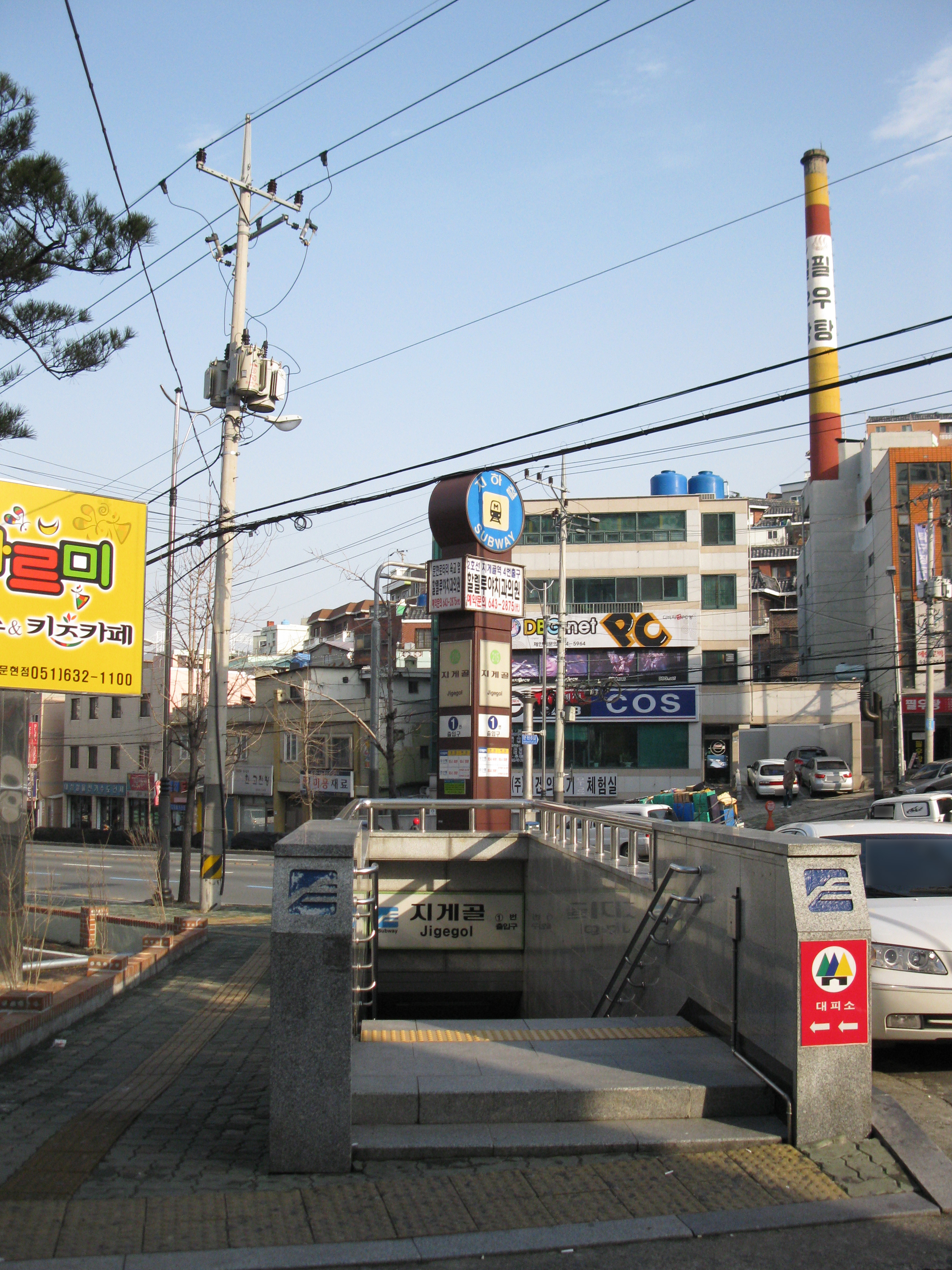
1號出口

## 相鄰車站
釜山交通公社
●釜山都市铁道2号线
池谷（214）－支架谷（215）－門峴（216）